# Кагульская и Комратская епархия
Кагульская и Комратская епархия (рум. Eparhia de Cahul și Comrat) — епархия Русской православной церкви с центром в городе Кагуле, входящая в состав Православной церкви Молдовы. Объединяет приходы и монастыри на территории южных районов Молдовы (Кагульский, Кантемирский, Чимишлийский, Леовский, Гагаузия). Кафедральный собор — ?.

## Названия
- Кагульская и Каушанская (17 июля 1998 — 5 октября 1999)
- Кагульская и Лапушнянская (6 октября 1999 — 7 октября 2004)
- Кагульская и Комратская (с 7 октября 2004)

## История
Образована 17 июля 1998 года решением Священного Синода Русской православной церкви выделением из состава Кишинёвской епархии.
24 декабря 2010 года решением Священного Синода из состава Кагульской епархии выделены приходы Хынчешского района Республики Молдова и присоединены к Унгенской епархии.

## Епископы
- Анатолий (Ботнарь) (с 12 сентября 1998)

## Современное состояние
Кафедральный город — Кагул. 
Правящий архиерей — архиепископ Анатолий (Ботнарь)
На 2010 год в епархии числилось:
- приходов — 138
- монастырей — 5 (2 муж., 3 жен.)
- штатных священников — 155
- штатных диаконов — 8

## Монастыри
Мужские
- Злоцкий Георгиевский монастырь
- Кочулийский Успенский монастырь

Женские
- Кистоленский Николаевский монастырь
- Чадыр-Лунгский Димитриевский монастырь